# توتينغ برودواي (محطة مترو أنفاق لندن)
توتينغ برودواي (بالإنجليزية: Tooting Broadway)‏ هي إحدى محطات مترو أنفاق لندن. تقع على خط نورذيرن أفتتحت في المنطقة (Zone) رقم 3 أفتتحت في 13 سبتمبر 1926. 